# Association sportive aixoise (Aixe-sur-Vienne)
Maillots
Dernière mise à jour : 5 mai 2024.
L'AS aixoise est un club français de football basé à Aixe-sur-Vienne dans le département de la Haute-Vienne.
Le club évolue aujourd'hui en championnat Régional 3 de la Ligue de football Nouvelle-Aquitaine.

## Histoire
Le club voit le jour le 23 novembre 1919.
L'ossature de la première équipe est formée par des soldats américains qui logeaient chez l'habitant, après la fin de la Première Guerre mondiale. et a connu son essor sous l'impulsion de Jean Jarraud qui donna son nom au stade utilisé par le club.
La première saison au niveau national du club fut en 1974-1975 en Division 3.
Elle se termine par une rétrogradation.
Deux ans plus tard et après un second titre de champion en Division d'Honneur, le club revient en Division 3 pour deux saisons de 1976 à 1978 puis en Division 4 pour trois saisons de 1978 à 1981.
La dernière participation en championnat de Division d'Honneur était en 1981-1982, vingt-huit saisons plus tard le club retrouve ce niveau en 2009-2010.
Le club termine la saison 2010-2011 à la 6e place de Division d'honneur.
Le club termine la saison 2011-2012 à la 10e place de Division d'Honneur.
Le club termine la saison 2012-2013 à la 11e place de Division d'Honneur.
Le club termine la saison 2013-2014 à la 13e place de Division d'honneur et redescend en DHR.
Le club évoluera pendant 3 saisons en DHR, 2014-2015, 2015-2016, 2016-2017.
En 2016, le tirage au sort du septième tour de la Coupe de France réserve à Aixe-sur-Vienne (DHR) un bel adversaire : l'AC Ajaccio qui évolue en Ligue 2, soit cinq divisions au dessus du club de Haute-Vienne. Au stade Saint-Lazare, à Limoges, c'est le retour aux sources du côté ajaccien pour Paul Babiloni, formé au Limoges FC et ancien joueur de la Berrichonne de Châteauroux et de l'En Avant Guingamp, devant 2 500 spectateurs Aixe sur Vienne s'incline 4-1 avec les honneurs et aura tenu tête au club corse une bonne partie du match. L'unique buteur aixois sera Emeric Verdavaine.
A la fin de la saison 2016-2017 l'AS Aixoise retrouve la Régional 1 (EX-DH) après trois saisons en DHR à la suite d'une victoire 2-0 sur la pelouse de l'Entente Sportive Guérétoise.
En 2017-2018 le club réalise une saison catastrophique avec un retour régional 2, une élimination en quart de finale de la coupe de la haute vienne avec une défaite 3-2 après prolongation contre le Palais sur Vienne fûtur promu en régional 2, en coupe de France l'AS Aixoise est éliminé par Bressuire (National 3) au stade d'Arliquet sur le score de 2-5 au 6e tour.
L'AS Aixoise fête son centenaire en juin 2019.

## Entraîneurs
- 1973-1977 (?) :  Yvon Goujon
- 2000? - 2021 François Malmanche
- 2019 Franck Reginaud
- 2024 Baptiste Coustillas

## Palmarès
- Champion Division d'Honneur du Centre Ouest : 1974,1976
- Vice-champion Division d'Honneur Régionale : 2017
- Vainqueur de la Coupe du Centre Ouest : 1972, 2012
- Coupe U19 : 2000,2011,2012
- Vainqueur à 13 reprises de la Coupe de Haute-Vienne : 1964, 1967, 1969, 1971, 1972, 1973, 1975, 1988, 1992, 1993, 2002, 2008 , 2016

## Coupe de France
Les meilleurs résultats du club sont des participations au 6e tour 64e de finale en 1969, un 7e tour en 2002, 2016 et 2021.
- 2001 - 2002 : Élimination au 7e tour par Luçon (Vendée)
- 2006 - 2007 : Elimination au 5e tour par Cognac
- 2008 - 2009 : Élimination au 5e tour par le Thouars Foot 79
- 2009 - 2010 : Élimination au 4e tour par le CA Rilhac-Rancon
- 2010 - 2011 : Élimination au 3e tour par le Limoges FC
- 2016 - 2017 : Elimination au 7e tour par l'AC Ajaccio (Ligue 2) sur le score de 1-4.
- 2017 - 2018 : Elimination au 6e tour par le FC Bressuire (N3) sur le score de 2-5.
- 2018 - 2019 : Elimination au 4e tour par Montmorillon UES (N3) sur le score de 1-3 AP.
- 2019 - 2020 : Elimination au 4e tour par Mérignac Arlac (N3) sur le score de 0-2.
- 2020 - 2021 : Elimination au 7e tour par Mérignac Arlac (R1) sur le score de 0-1.
- 2021 - 2022 :

## Bilan saison par saison
| Saison    | Div.             | clas. | Pts | M.J. | Vic. | Nuls | Déf. | B.P. | B.C. | D.B. | Coupe de France |
| --------- | ---------------- | ----- | --- | ---- | ---- | ---- | ---- | ---- | ---- | ---- | --------------- |
| 1970/1971 | DH-Centre Ouest  | 5e    | 45  | 22   | 9    | 5    | 8    | 44   | 45   | -1   | tour prelim.    |
| 1971/1972 | DH-Centre Ouest  | 5e    | 41  | 20   | 9    | 3    | 8    | 34   | 33   | +1   | tour prelim.    |
| 1972/1973 | DH-Centre Ouest  | 5e    | 45  | 22   | 9    | 5    | 8    | 31   | 24   | +7   | tour prelim.    |
| 1973/1974 | DH-Centre Ouest  | 1er   | 53  | 22   | 14   | 3    | 5    | 47   | 26   | +21  | tour prelim.    |
| 1974/1975 | D3-Centre Ouest  | 15e   | 20  | 30   | 6    | 8    | 16   | 31   | 70   | -39  | tour prelim.    |
| 1975/1976 | DH-Centre Ouest  | 1er   | 63  | 24   | 19   | 1    | 4    | 53   | 16   | +37  | tour prelim.    |
| 1976/1977 | D3-Centre Ouest  | 8e    | 29  | 30   | 9    | 11   | 10   | 32   | 46   | -14  | tour prelim.    |
| 1977/1978 | D3-Centre Ouest  | 15e   | 17  | 30   | 5    | 7    | 18   | 27   | 60   | -33  | tour prelim.    |
| 1978/1979 | D4-Gr.E          | 12e   | 22  | 26   | 8    | 6    | 12   | 28   | 33   | -5   | tour prelim.    |
| 1979/1980 | D4-Gr.E          | 10e   | 21  | 26   | 8    | 5    | 13   | 21   | 39   | -18  | tour prelim.    |
| 1980/1981 | D4-Gr.E          | 14e   | 12  | 26   | 4    | 4    | 18   | 14   | 48   | -34  | tour prelim.    |
| 1981/1982 | DH-Centre Ouest  | 11e   | 48  | 26   | 7    | 8    | 11   | 30   | 35   | -5   | tour prelim.    |
| 2009/2010 | DH-Centre Ouest  | 10e   | 56  | 26   | 7    | 9    | 10   | 21   | 33   | -12  | 4e tour         |
| 2010/2011 | DH-Centre Ouest  | 6e    | 66  | 26   | 11   | 7    | 8    | 29   | 25   | 4    | 3e tour         |
| 2011/2012 | DH-Centre Ouest  | 10e   | 53  | 26   | 7    | 6    | 13   | 24   | 43   | -19  |                 |
| 2012/2013 | DH-Centre Ouest  | 11e   | 53  | 26   | 7    | 7    | 11   | 30   | 37   | -7   |                 |
| 2013/2014 | DH-Centre Ouest  | 13e   | 53  | 26   | 5    | 12   | 9    | 32   | 38   | -6   |                 |
| 2014/2015 | DHR-Centre Ouest | -     | -   | -    | -    | -    | -    | -    | -    | -    | 5e tour         |
| 2015/2016 | DHR-Centre Ouest | -     | -   | -    | -    | -    | -    | -    | -    | -    |                 |
| 2016/2017 | DHR-Centre Ouest | 2e    | 63  | 22   | 11   | 8    | 3    | 38   | 19   | +19  | 7e tour         |
| 2017/2018 | Régional 1       | 14e   | 19  | 26   | 4    | 7    | 15   | 26   | 53   | -27  | 6e tour         |
| 2018/2019 | Régional 2       | 3e    | 40  | 22   | 11   | 7    | 4    | 38   | 21   | +17  | 3e tour         |
| 2019/2020 | Régional 2       | 4e    | 20  | 12   | 7    | 0    | 5    | 14   | 17   | -3   | 4e tour         |
| 2020/2021 | Régional 2       |       |     |      |      |      |      |      |      |      |                 |
| 2021/2022 | -                |       |     |      |      |      |      |      |      |      |                 |
| 2022/2023 | -                |       |     |      |      |      |      |      |      |      |                 |